# Гельмут Піх
Гельмут Піх (нім. Helmuth Pich; 26 червня 1914, Бабцінс — 18 березня 1997) — німецький льотчик і офіцер-підводник, капітан-лейтенант крігсмаріне.

## Біографія
8 квітня 1934 року вступив на флот. З вересня 1939 по вересень 1941 року — командир 2-ї ескадрильї 126-ї морської розвідувальної групи. В жовтні 1941 року перейшов у підводний флот. В березні-червні 1942 року — вахтовий офіцер підводного човна U-103, на якому взяв участь в 69-денному поході, під час якого були потоплені 9 кораблів загальною водотоннажністю 42 000 тонн. З 10 вересня 1942 року — командир U-168, на якому здійснив 4 походи (разом 252 дні в морі). 6 жовтня 1944 року у Яванському морі північно-західніше Сурабая (06°20′ пд. ш. 111°28′ сх. д.) торпедою голландського підводного човна «Цваардвіш». 23 члени екіпажу загинули, 27 (включаючи Піха) були врятовані і взяті в полон. В березні 1947 року Піх був звільнений з полону.
Всього за час бойових дій потопив 3 кораблі загальною водотоннажністю 8008 тонн і пошкодив 1 корабель водотоннажністю 9804 тонни.
| Дата           | Назва корабля            | Тип               | Тоннаж | Вантаж | Екіпаж | Загинули | Країна             |
| -------------- | ------------------------ | ----------------- | ------ | ------ | ------ | -------- | ------------------ |
| 2 жовтня 1943  | Haiching                 | Торговий пароплав | 2,183  |        | 70     | 12       | Британська імперія |
| 14 лютого 1944 | HMS Salviking            | Рятувальне судно  | 1,440  |        | 55     | 27       | Британська імперія |
| 15 лютого 1944 | Epaminondas C. Embiricos | Торговий пароплав | 4,385  | Баласт | 42     | 4        | Королівство Греція |
| 21 лютого 1944 | Fenris (пошкоджений)     | Тепловий танкер   | 9,804  | Баласт | 43     | 0        | Норвегія           |

## Звання
- Кандидат в офіцери (8 квітня 1934)
- Фенріх-цур-зее (1 липня 1935)
- Оберфенріх-цур-зее (1 січня 1937)
- Лейтенант-цур-зее (1 квітня 1937)
- Оберлейтенант-цур-зее (1 квітня 1939)
- Капітан-лейтенант (1 лютого 1942)

## Нагороди
- Медаль «За вислугу років у Вермахті» 4-го класу (4 роки)
- Комбінований Знак Пілот-Спостерігач
- Залізний хрест 2-го і 1-го класу
- Авіаційна планка розвідника в золоті з підвіскою
- Нагрудний знак підводника